# Louis Hofmann

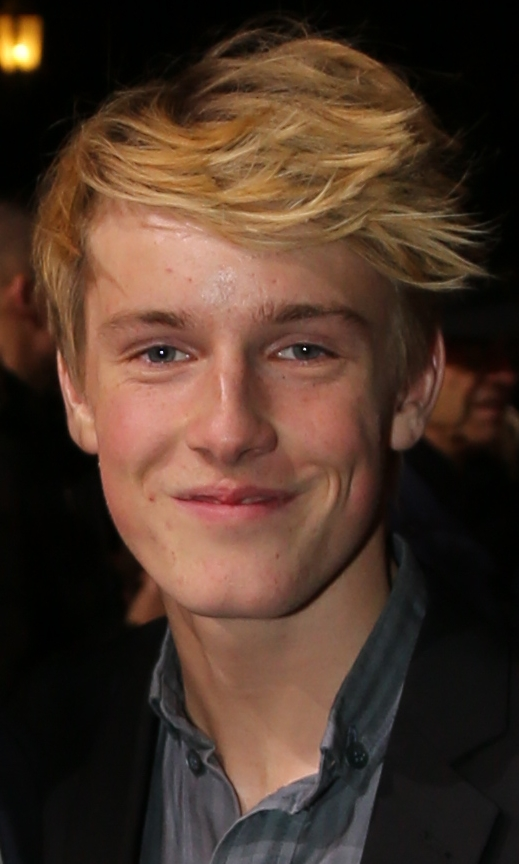
Louis Hofmann (2015)

Louis Hofmann (* 3. Juni 1997 in Bergisch Gladbach) ist ein deutscher Schauspieler.

## Leben
Hofmann wuchs in Köln auf und sammelte erste Erfahrungen vor der Kamera von 2006 bis 2008 in der Servicezeit des WDR. Dort testete er als „Ausflieger“ in der Sende-Rubrik Familie Freizeitangebote.
Im Jahr 2009 wirkte er in der Serie Danni Lowinski mit. Im Jahr 2010 spielte er als Kinderhauptrolle den Filmsohn von Edgar Selge in Der verlorene Vater sowie von Heino Ferch in Tod in Istanbul. Nach Rollen in Wilsberg und Alarm für Cobra 11 spielte er 2011 die Titelrolle in Tom Sawyer, für die er 2012 mit dem New Faces Award Sonderpreis ausgezeichnet wurde. Gemeinsam mit Leon Seidel, der die Rolle des Huck Finn spielte, war er am Soundtrack des Films als Sänger des Songs Barfuß gehen beteiligt. Der Dreh der Fortsetzung Die Abenteuer des Huck Finn im Sommer 2011 war die dritte Zusammenarbeit für Louis Hofmann mit der Regisseurin Hermine Huntgeburth. Parallel wurde er für Vanessa Jopps Tragikomödie Der fast perfekte Mann als Neffe des von Benno Fürmann gespielten Ulf besetzt. In der Fernsehserie Kommissar Stolberg spielte er 2012 in der Episode Der verlorene Sohn die Episodenhauptrolle.
Im Jahr 2014 übernahm Hofmann die Rolle des Werner Krollmann in dem Film Das Zeugenhaus nach dem gleichnamigen Buch von Christiane Kohl. In Freistatt verkörperte Hofmann 2015 in der Hauptrolle den rebellischen Wolfgang, der in ein Fürsorgeheim abgeschoben wird. Für seine Darstellung erhielt er den Bayerischen Filmpreis in der Kategorie Bester Nachwuchsdarsteller und den Nachwuchspreis des Deutschen Schauspielerpreises. Erste internationale Erfahrung sammelte Louis Hofmann beim Dreh der ebenfalls 2015 erschienenen dänisch-deutschen Koproduktion Unter dem Sand – Das Versprechen der Freiheit des Regisseurs Martin Zandvliet. Auch für diese Rolle gewann er mehrere Filmpreise. In der Romanverfilmung von Andreas Steinhöfels Bestseller Die Mitte der Welt von 2016 übernahm er die Hauptrolle Phil.
Seit 2016 ist er in der Zeichentrickserie Der kleine Rabe Socke die deutsche Synchronstimme des Raben.
In der Netflix-Serie Dark spielte Hofmann die Rolle des jungen Jonas Kahnwald. 2022 übernahm er die Hauptrolle des Werner in der Netflixserie Alles Licht, das wir nicht sehen unter der Regie von Shawn Levy.
Hofmann machte im Jahre 2015 mit 18 Jahren das Abitur in Köln und zog dann nach Berlin, wo er in einer Wohngemeinschaft in Mitte lebt. Er ist Mitglied der Deutschen Filmakademie.

## Filmografie

### Kino
- 2011: Tom Sawyer
- 2012: Die Abenteuer des Huck Finn
- 2013: Der fast perfekte Mann
- 2015: Freistatt
- 2015: Unter dem Sand – Das Versprechen der Freiheit (Under sandet)
- 2016: Jeder stirbt für sich allein (Alone in Berlin)
- 2016: Die Mitte der Welt
- 2017: Lommbock
- 2017: 1000 Arten Regen zu beschreiben
- 2018: Red Sparrow
- 2018: Nurejew – The White Crow
- 2019: Prélude
- 2019: Deutschstunde
- 2020: Ein kleiner Schnitt (Kurzfilm)
- 2022: Der Passfälscher
- 2023: Seneca – Oder: Über die Geburt von Erdbeben (Seneca)
- 2024: Lilies Not for Me
- 2024: Frisch

### Fernsehen
- 2006–2009: Die Ausflieger
- 2010: Danni Lowinski
- 2010: Der verlorene Vater
- 2010: Tod in Istanbul
- 2011: Wilsberg – Aus Mangel an Beweisen
- 2011: Alarm für Cobra 11 – Die Autobahnpolizei
- 2012: Kommissar Stolberg
- 2013: SOKO Köln – Der stille Mord
- 2014: Das Zeugenhaus
- 2016: Das weiße Kaninchen
- 2017: You Are Wanted
- 2017–2020: Dark
- 2017: SCHULD nach Ferdinand von Schirach (Folge 2x03 Das Cello)
- 2022: Life after life (BBC-Miniserie)
- 2023: Alles Licht, das wir nicht sehen (All the Light We Cannot See, Miniserie)
- 2024: Ripley

## Auszeichnungen
- 2012: New Faces Award Sonderpreis für Tom Sawyer
- 2014: Bayerischer Filmpreis in der Kategorie Bester Nachwuchsdarsteller für seine Rolle in dem Film Freistatt
- 2015: Nominierung für den Max-Ophüls-Preis als bester Nachwuchsschauspieler in Freistatt
- 2015: Auszeichnung mit dem „Clion“ als bester Schauspieler auf dem Festival International du Film historique de Waterloo für Freistatt
- 2015: Preis für den besten Darsteller auf dem Tokyo International Film Festival für seine Rolle in Unter dem Sand
- 2016: Bodil (dänischer Kritikerpreis) als bester Nebendarsteller in Unter dem Sand
- 2016: Nominierung für den „Robert“ (dänischer Filmpreis) als bester Nebendarsteller in Unter dem Sand
- 2016: Preis für den besten Hauptdarsteller auf dem International Film Festival Beijing für seine Rolle in Unter dem Sand
- 2016: Deutscher Schauspielerpreis in der Kategorie Nachwuchspreis für Freistatt
- 2016: Deutscher Filmpreis Sonderpreis „Jaeger-LeCoultre Hommage an den Deutschen Film“ für herausragende darstellerische Leistungen deutscher Schauspieler in einem internationalen Kinofilm in Unter dem Sand[9]
- 2017: Askania Award in der Kategorie Shooting Star
- 2018: Goldene Kamera (Nachwuchspreis)
- 2018: Jupiter in der Kategorie Bester deutscher TV-Darsteller für Dark